# Vondelpark

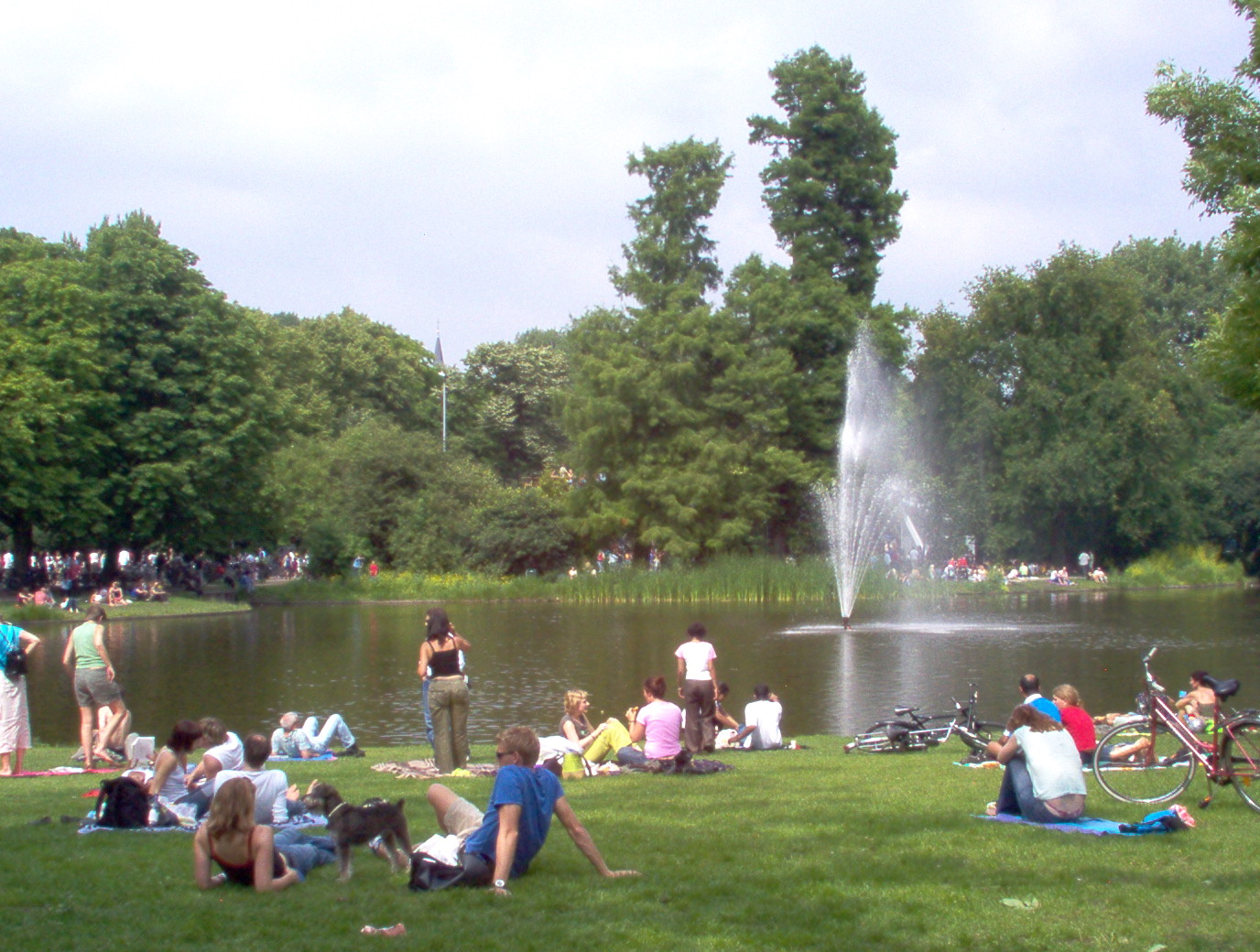
Vondelpark im Sommer

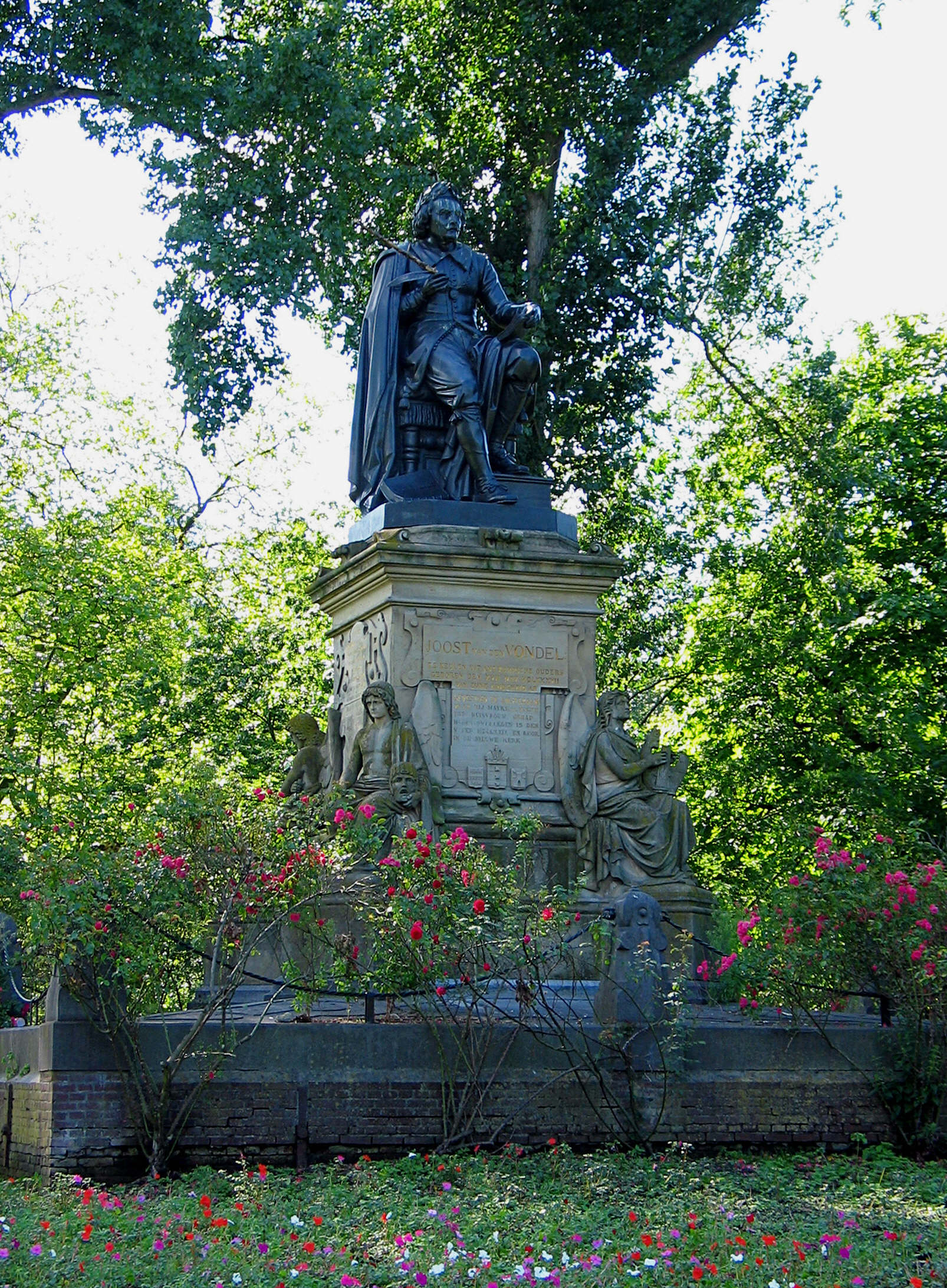
Joost-van-den-Vondel-Denkmal im Vondelpark

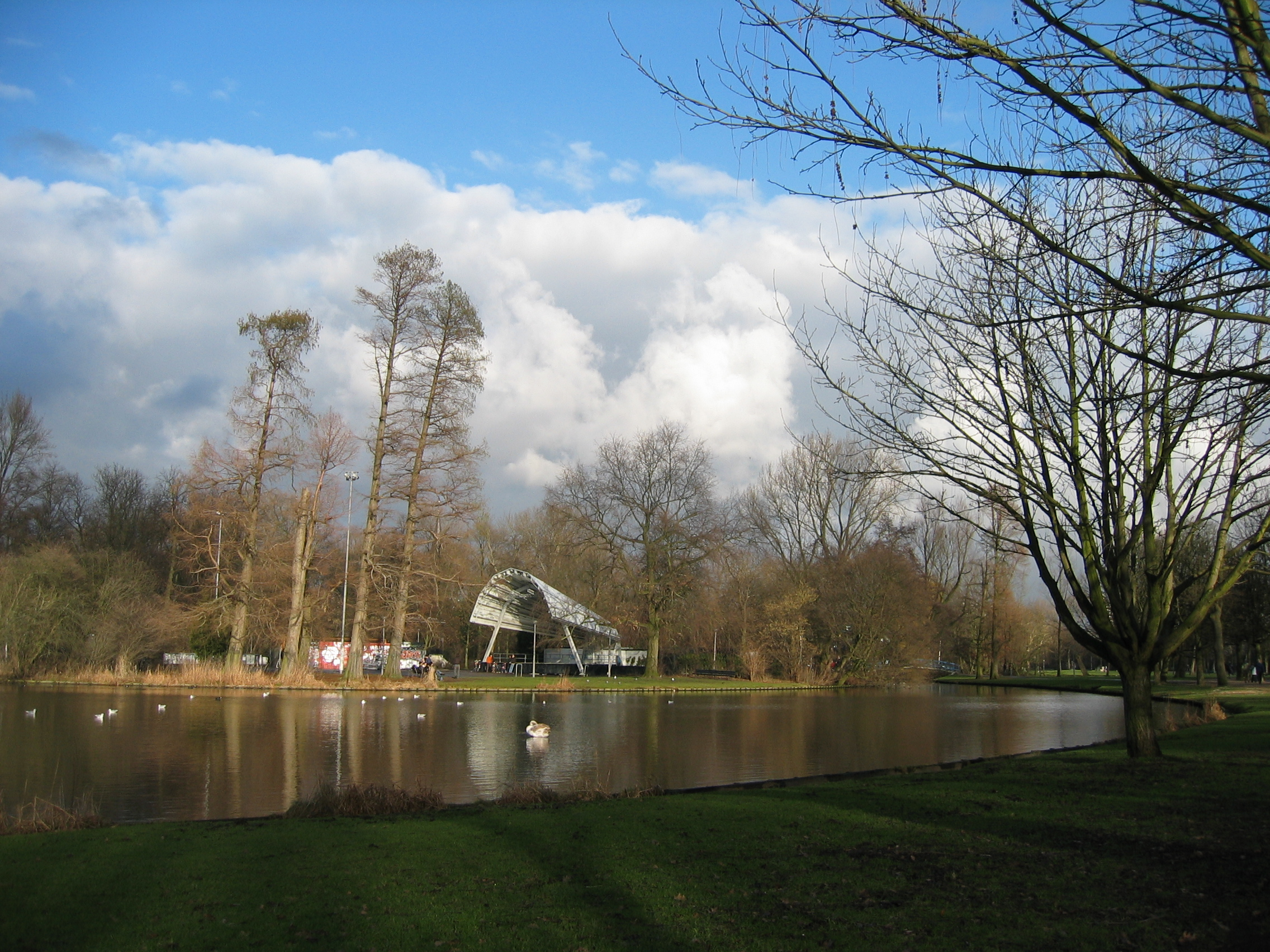
Eine der Bühnen des Open-Air-Theaters

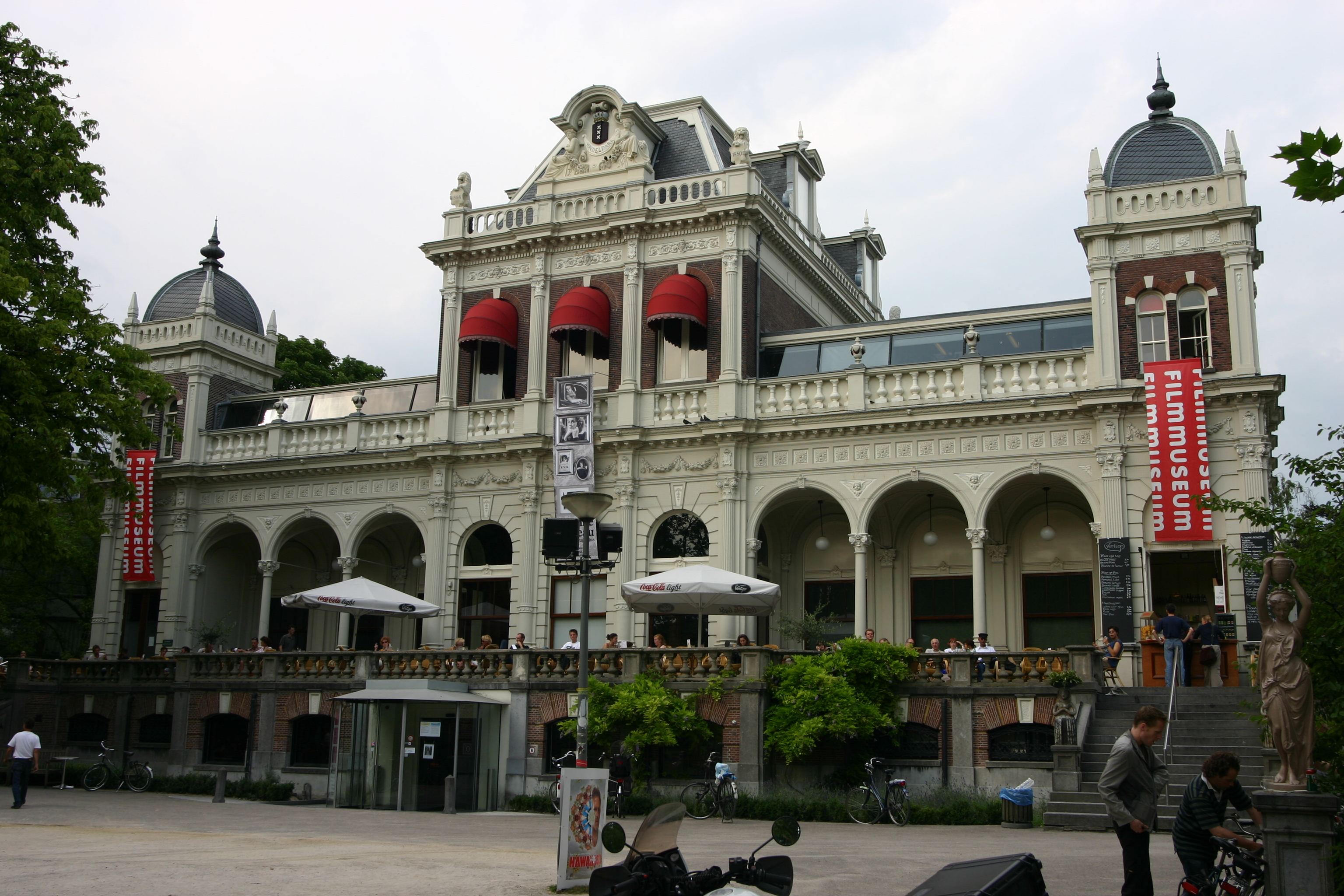
Vondelparkpaviljoen, hier war bis März 2012 das Niederländische Filmmuseum untergebracht

Der Vondelpark ist der bekannteste und größte Park der niederländischen Hauptstadt Amsterdam.
Der Park umfasst rund 47 Hektar und liegt im Stadtbezirk Amsterdam-Zuid, an der Grenze zum Stadtbezirk Amsterdam-West. Er erstreckt sich südsüdöstlich der Ein- und Ausfallstraße Overtoom von der Stadhouderskade im Osten bis zum Amstelveenseweg im Westen. Der Vondelpark ist nach dem niederländischen Dramatiker Joost van den Vondel benannt, dessen Denkmal im Park steht. Jährlich wird der Park, in dem sich auch eine Freilichtbühne, ein Spielplatz, eine Reihe von Cafés und Restaurants sowie ein Teehaus befinden, von rund 10 Millionen Besuchern frequentiert. Der Vondelpark steht seit 1996 als Rijksmonument unter Denkmalschutz.

## Geschichte
Eine Privatinitiative von Personen um C. P. van Eeghen, dem damaligen Präsidenten der Niederländischen Nationalbank, kaufte 1864 das Gebiet auf und beauftragte Jan David Zocher und dessen Sohn Louis David mit dem Entwurf eines Parks im Stil eines englischen Landschaftsgartens. Er wurde 1865 als Nieuwe Park („Neuer Park“) eröffnet. Als 1867 das Denkmal Joost van den Vondels aufgestellt wurde, bürgerte sich der Name Vondelpark ein, wie der Park seit 1880 auch offiziell heißt.
Bis 1953 befand er sich im Privateigentum der Vereniging tot aanleg van een rij- en wandelpark („Verein zur Anlage eines Parks zum Fahren und Spazierengehen“). Da der Verein schließlich die Unterhaltskosten nicht mehr aufzubringen vermochte, schenkte er das Gelände der Gemeinde Amsterdam.
Von den späten 1960er bis Mitte der 1970er Jahre war der Park ein wichtiger Treffpunkt und Veranstaltungsort der Hippie- und Provobewegung.

## Vondelpark Openluchttheater
Auf der Open-Air-Bühne Vondelpark Openluchttheater im Vondelpark werden seit 1974 in den Sommermonaten Juni, Juli und August Musik-, Tanz-, Kabarett-, Film- und Theatervorstellungen gegeben. Es gibt, neben der überdachten Hauptbühne, bis zu zwei weitere mobile Bedarfsbühnen; der Zugang zu den Veranstaltungen ist gratis.

## Vondelparkpaviljoen
Der Vondelparkpaviljoen ist ein 1874 bis 1881 nach Plänen von Willem Hamer jr. errichtetes Neorenaissance-Gebäude, das im Vondelpark auf dem tiefsten Punkt Amsterdams steht. Zunächst wurden in den Räumlichkeiten Kunstausstellungen organisiert und es entwickelte sich zu einem beliebten Treffpunkt der Bohème des ausgehenden 19. Jahrhunderts.
In den 1950er Jahren diente es als Standpunkt des Holland Festivals. Seit 1972 beherbergte es das Nederlands Filmmuseum. Es verfügte über zwei Filmsäle und empfing jährlich mehr als 150.000 Besucher. Im Keller ist ein Café-Restaurant untergebracht.
1991 wurde das Gebäude umfangreich restauriert. Das Filmmuseum ist seit April 2012 in ein neues futuristisches Gebäude am IJ umgezogen und der Vondelparkpaviljoen wird, nach einjähriger Vorbereitung, seit März 2024 vom International Documentary Film Festival Amsterdam genutzt, welches dort auch seinen Hauptsitz eingerichtet hat.

## Heutige Nutzung
Die Gemeinde Amsterdam führt seit 1999 eine großflächige Renovierung und Verbesserung des Parks durch, die 2015 beendet werden sollte. Erneuert wird vor allem die Drainage dieses ursprünglichen Sumpfgebietes, das unter dem Meeresspiegel liegt. Nachdem Anfang des 20. Jahrhunderts um den Park herum erste Wohnhäuser entstanden, mussten diese rund einen Meter höher gebaut werden. Daraus ergaben sich große Schwierigkeiten, den Vondelpark zu entwässern, weshalb nun versucht wird, dieses Problem mit einer neuen Drainage zu beheben.

Der Vondelpark
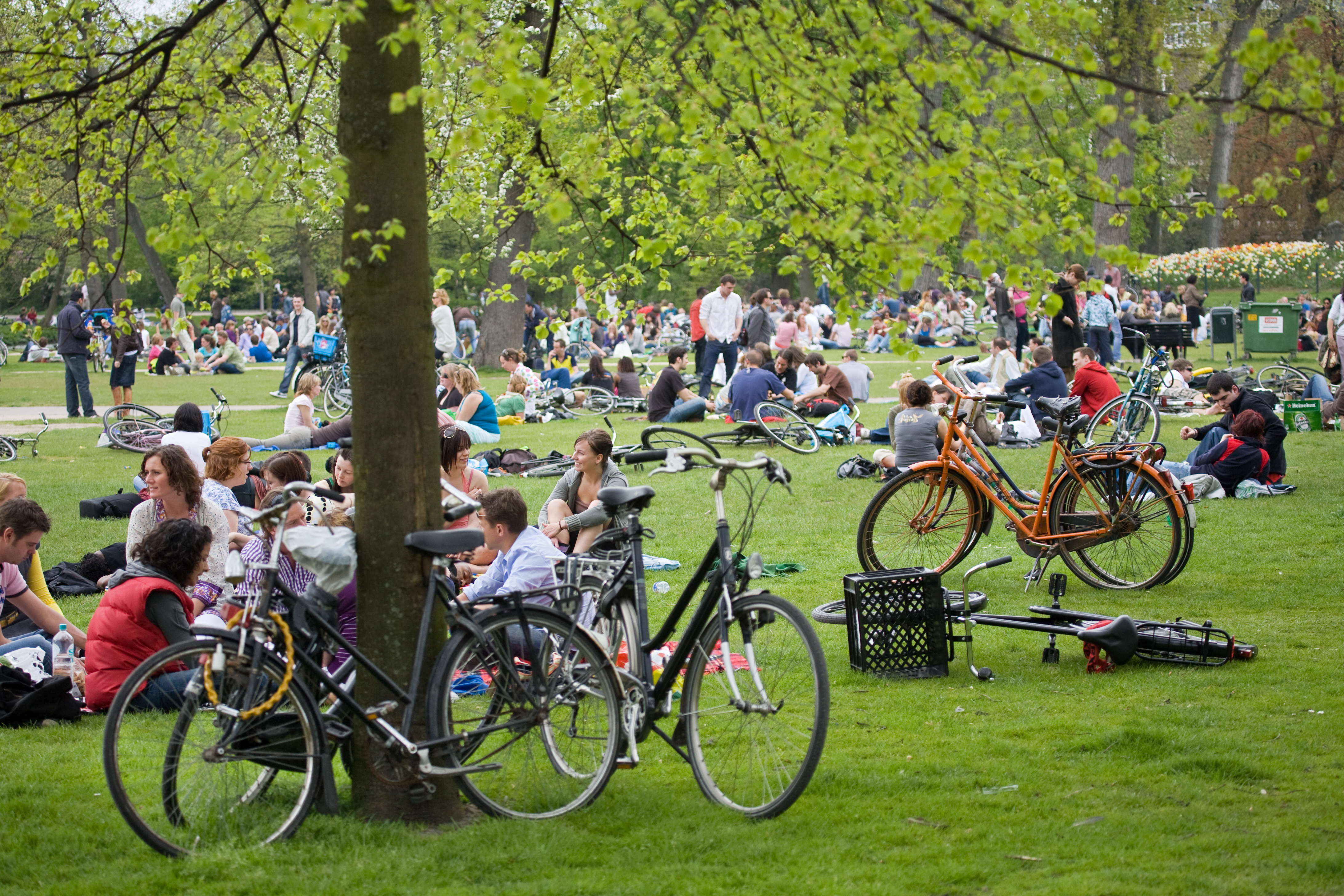
Sonntags im Park
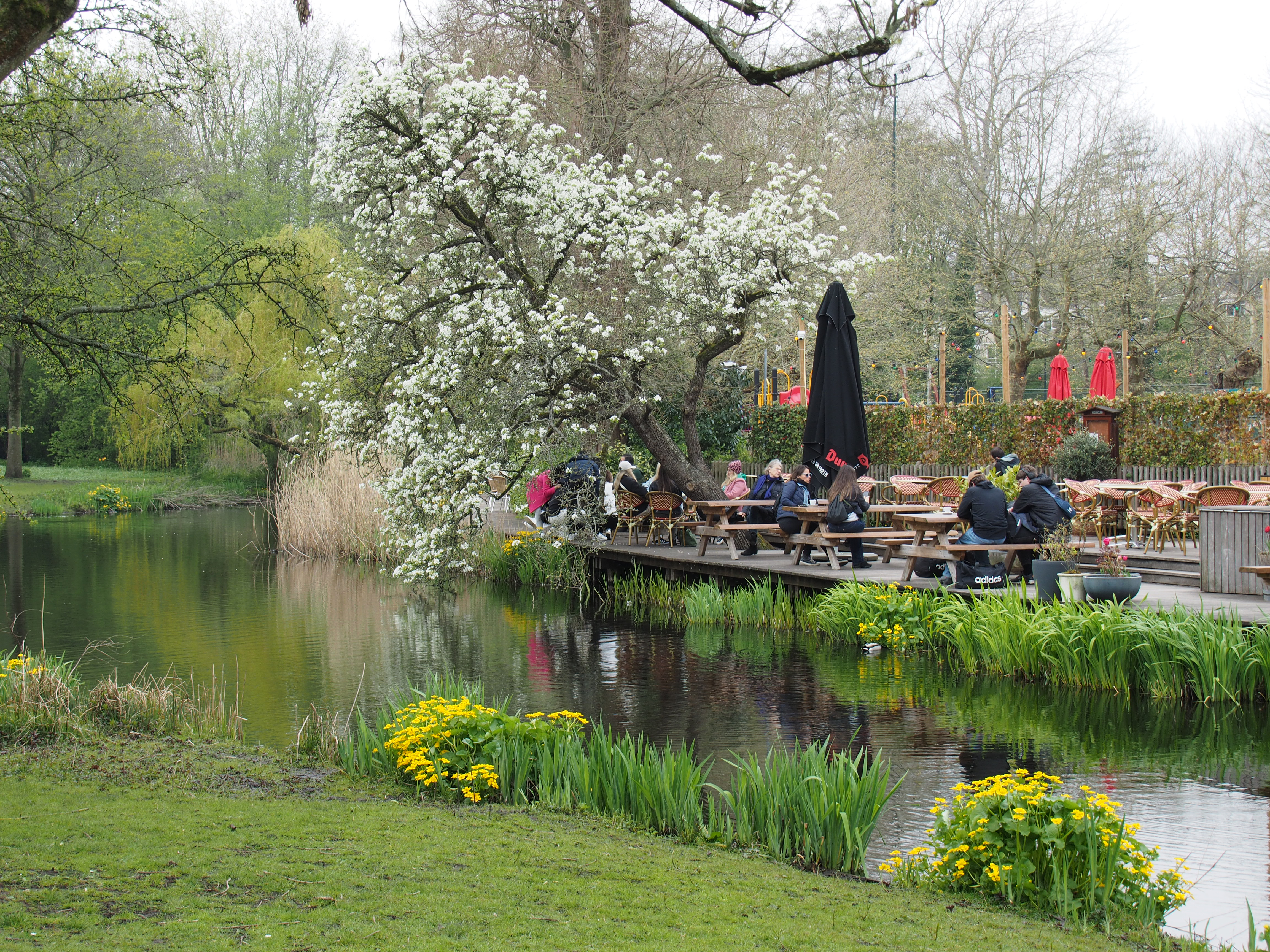
Gastronomie
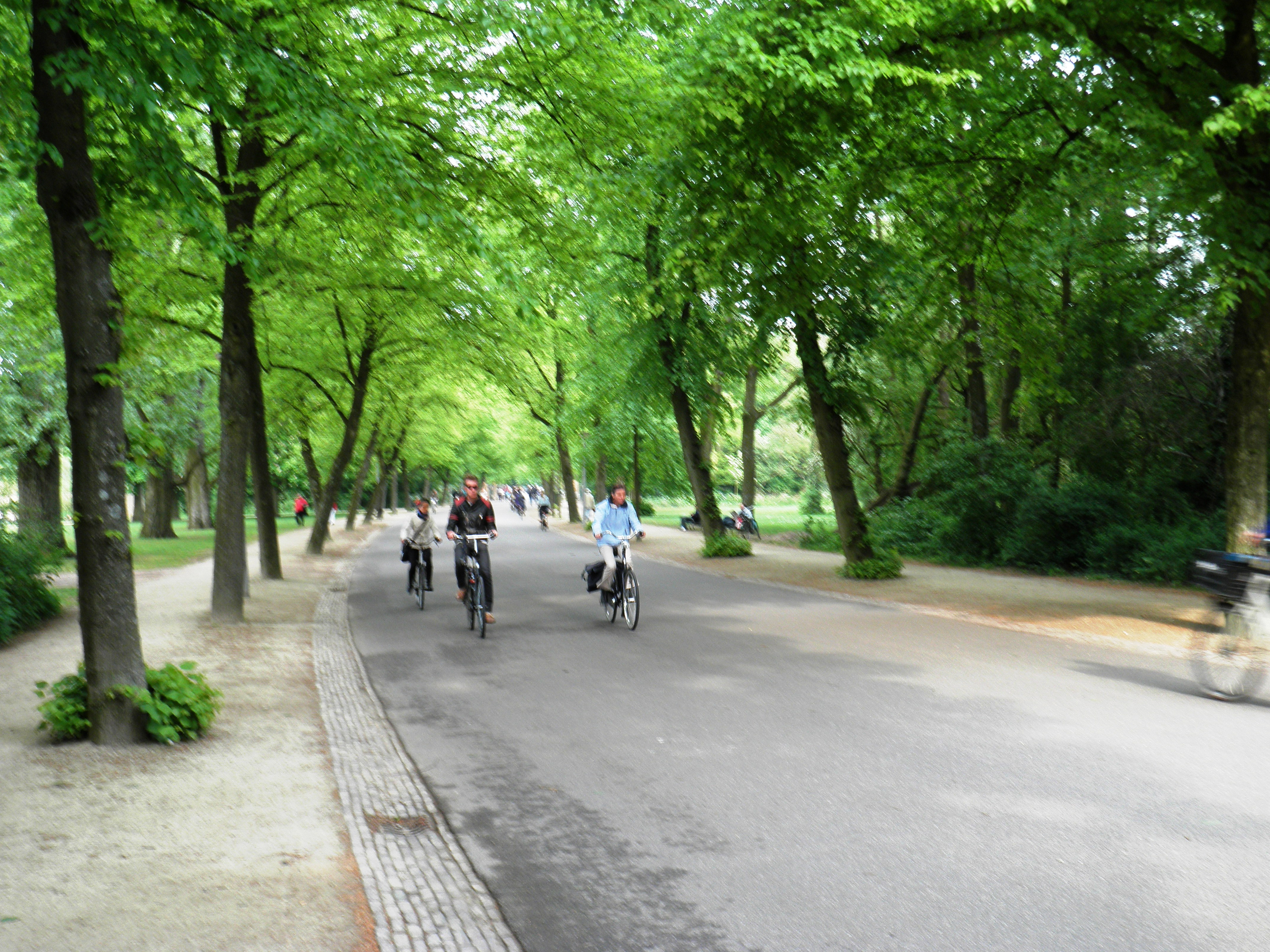
Breite Radwege
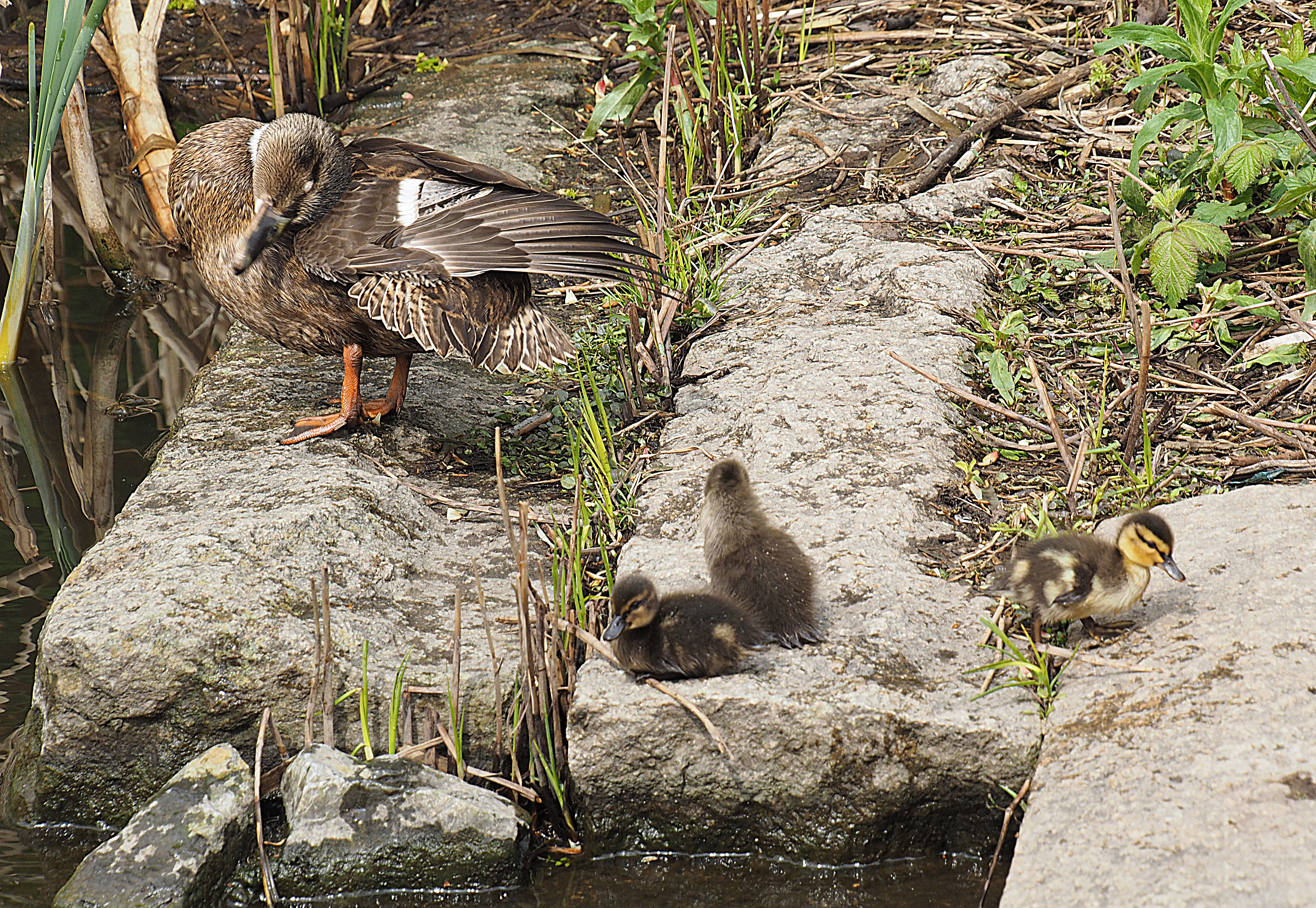
Ente mit Nachwuchs
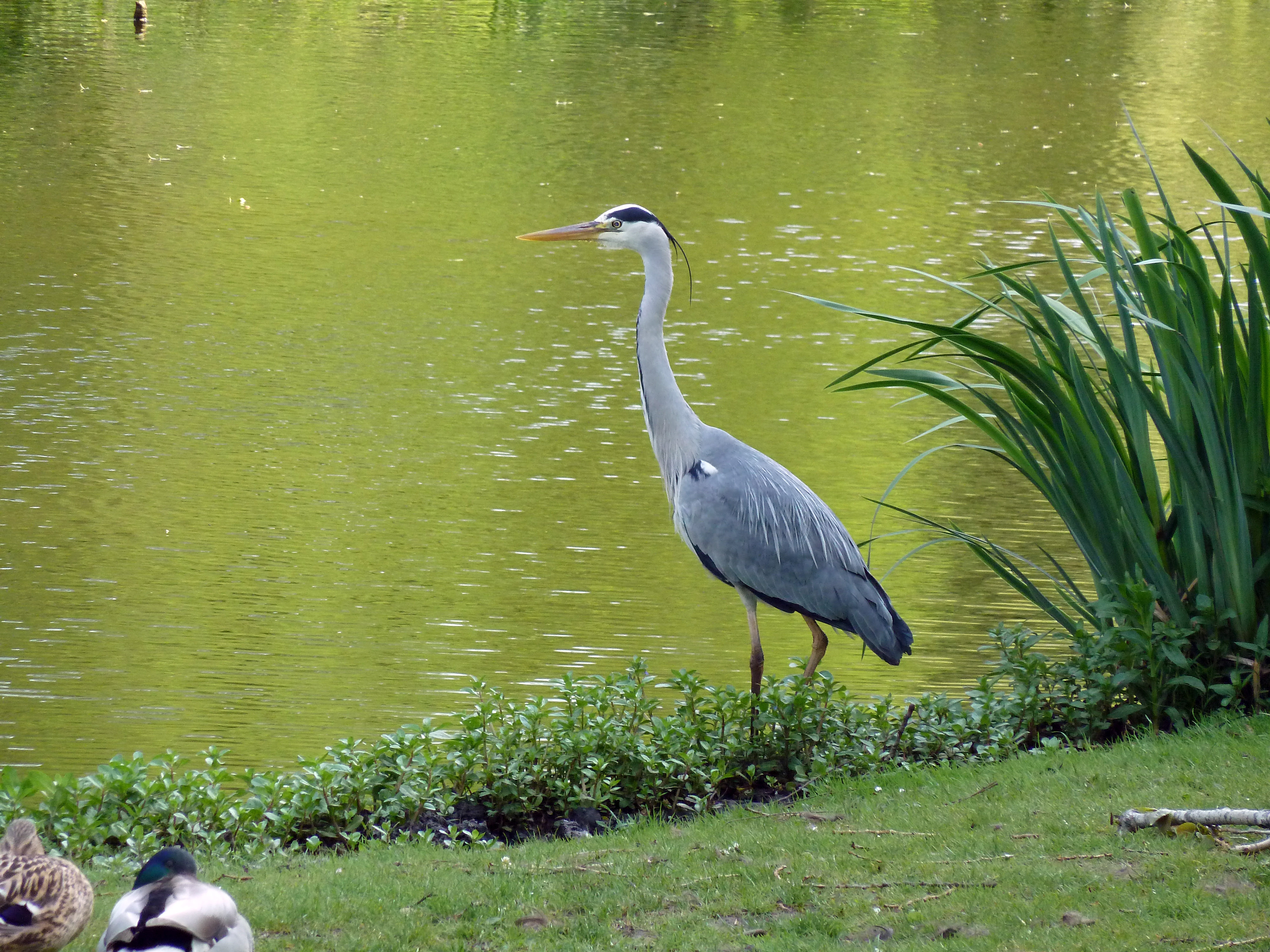
Graureiher
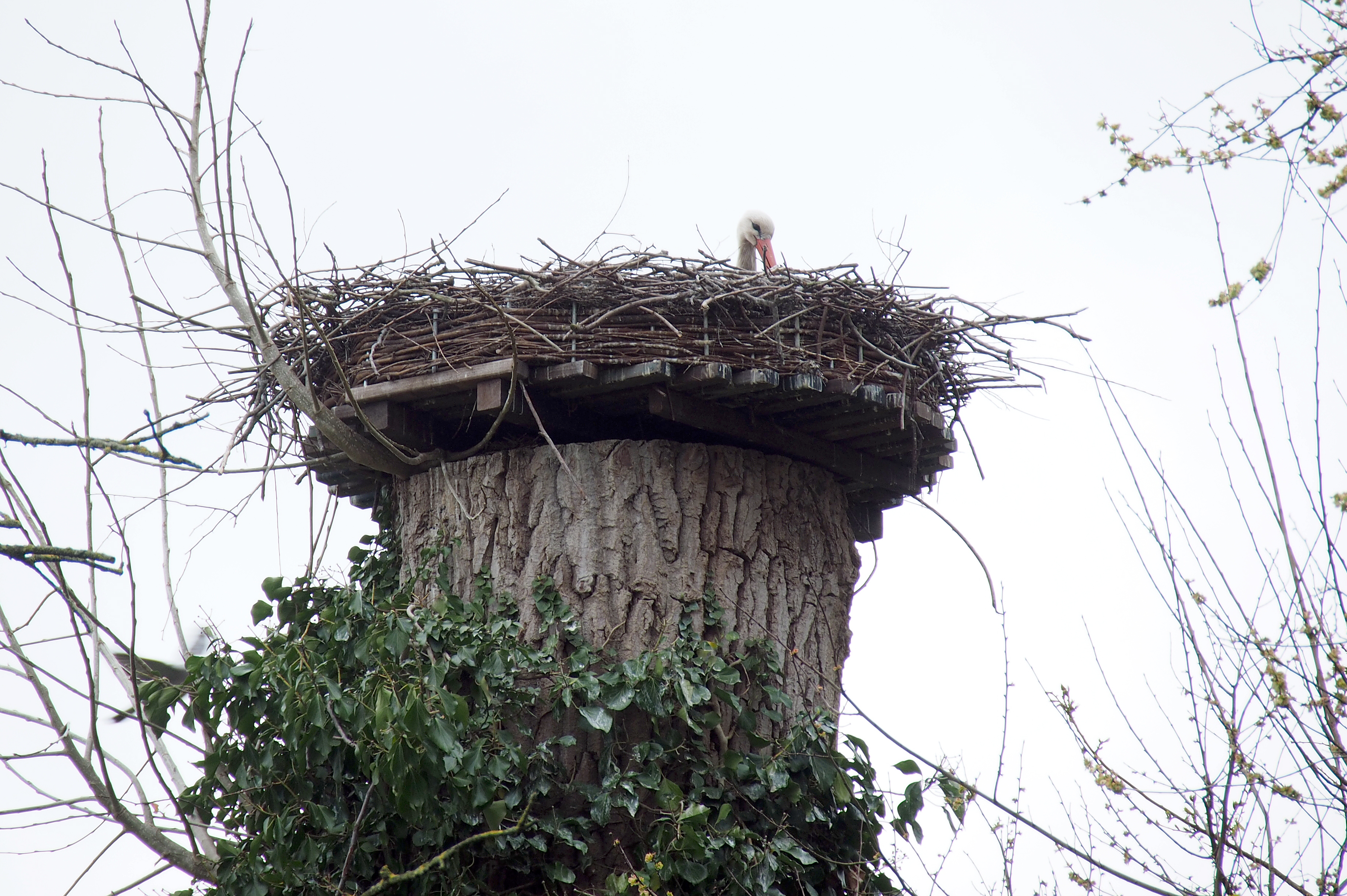
Storchennest
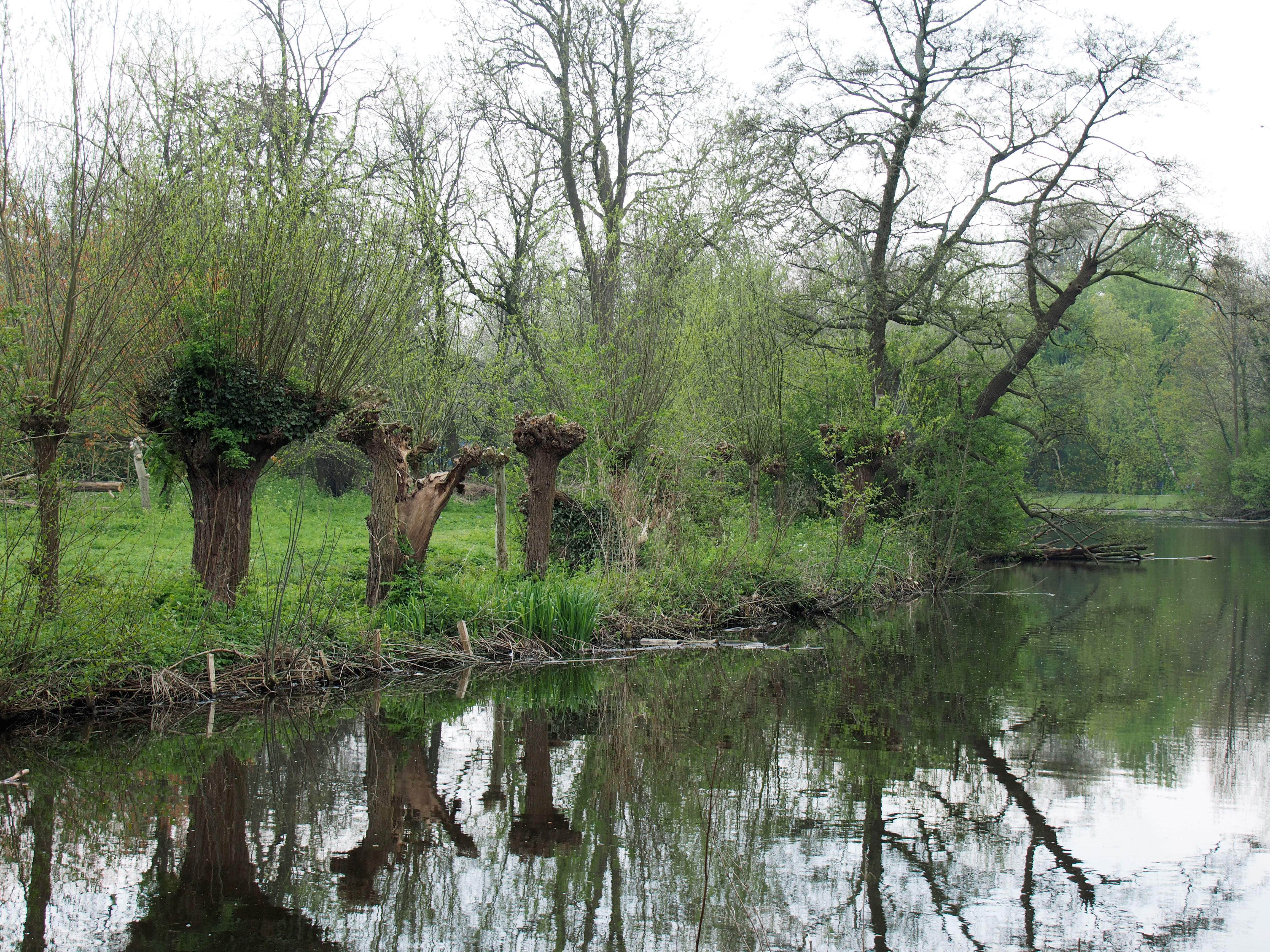
Kopfweiden
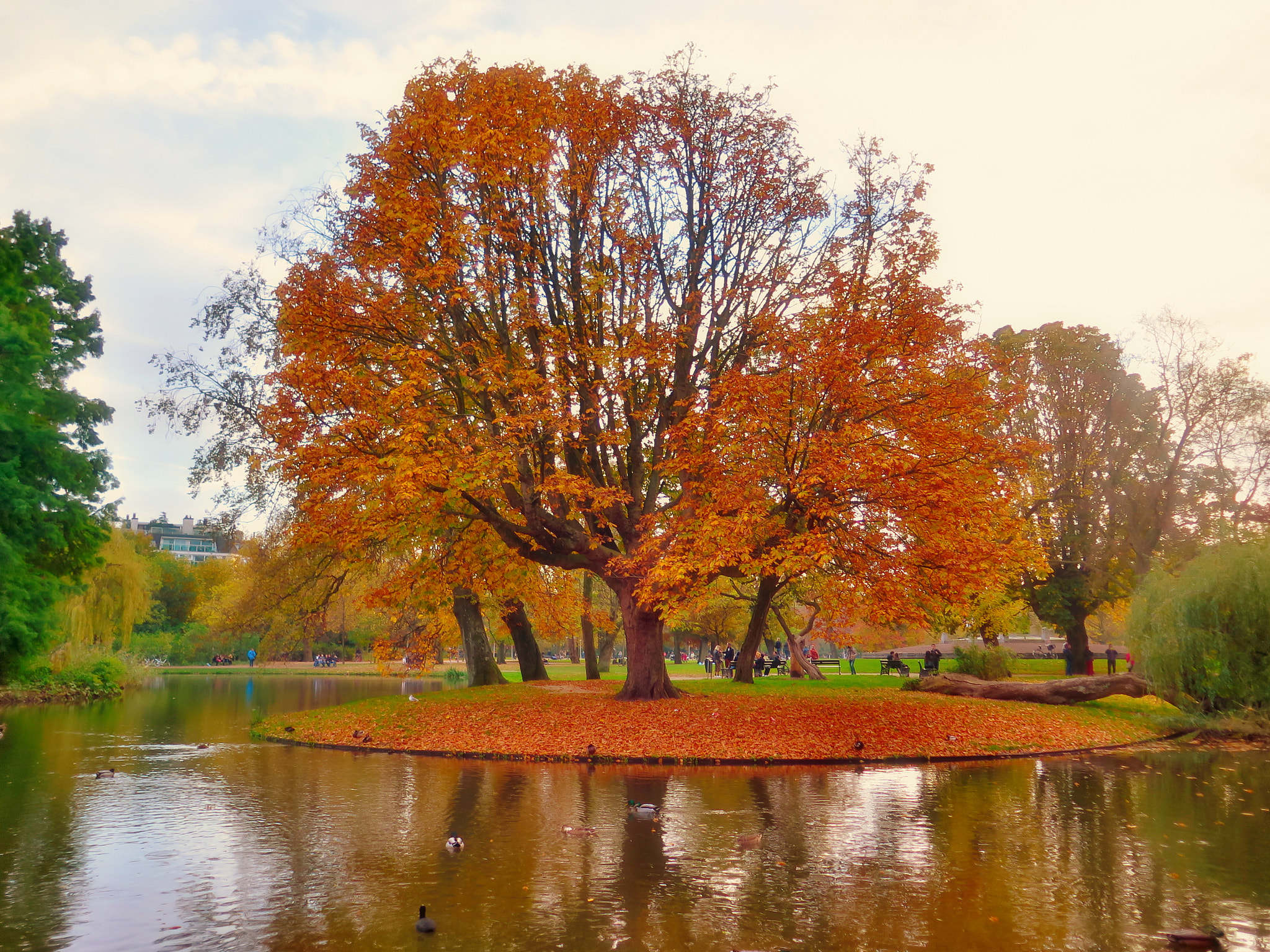
Herbstfärbung

Plan des Vondelparks
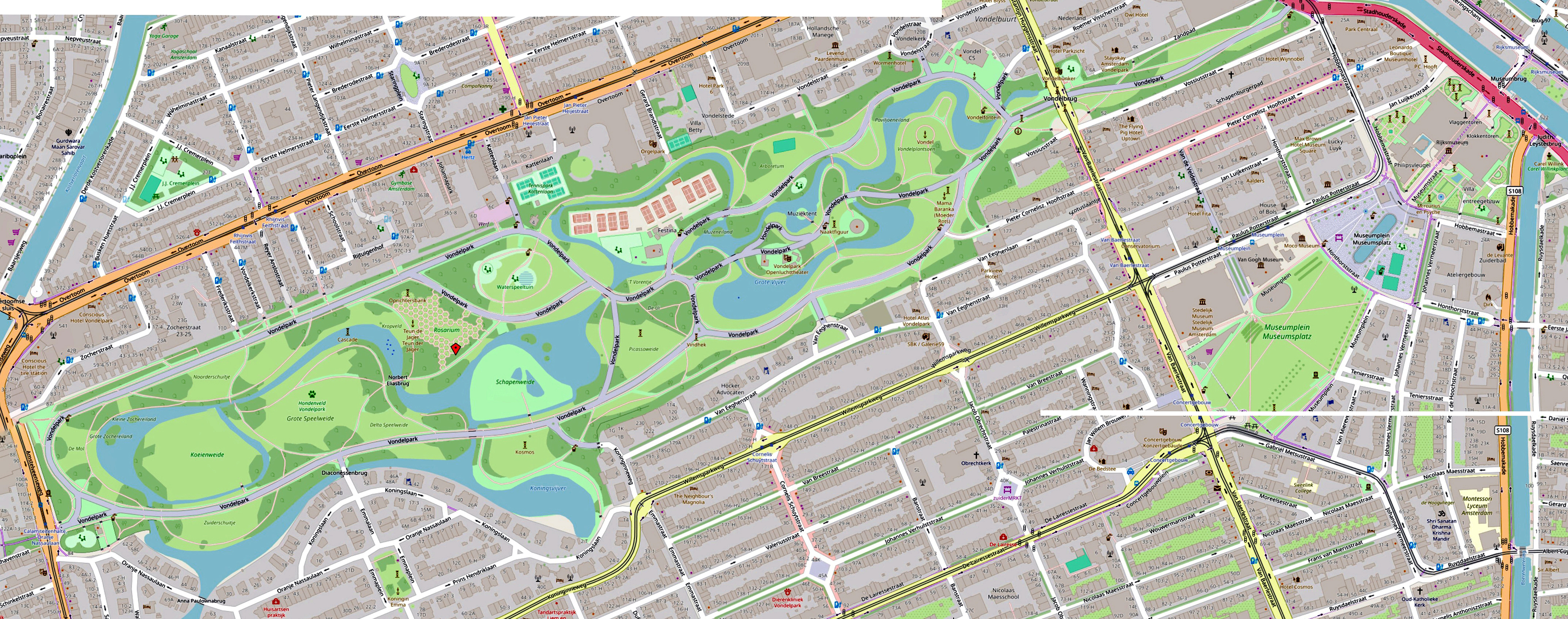